# Eburia lanigera
Eburia lanigera är en skalbaggsart som beskrevs av Linell 1899. Eburia lanigera ingår i släktet Eburia och familjen långhorningar. Inga underarter finns listade i Catalogue of Life.